# Iapetus (Ozean)

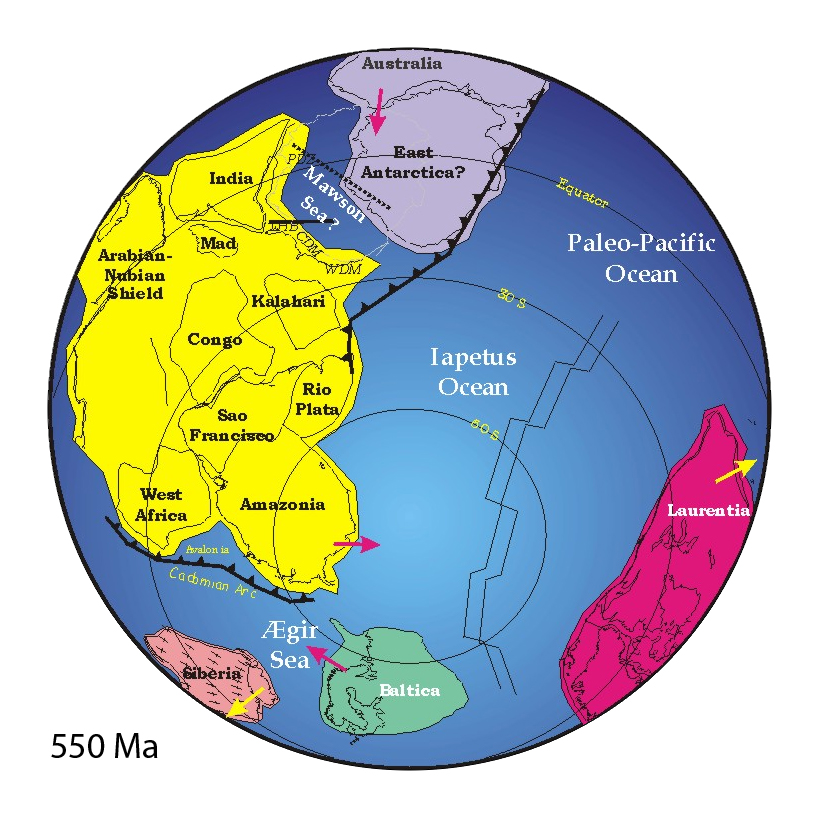
Mögliche Situation um 550 mya mit dem Japetus in der Bildmitte. Rodinia ist bereits zerbrochen.

Der Iapetus (auch Japetus, häufig auch in der Kombination Iapetus-Ozean oder Japetus-Ozean) war ein Ozean im ausgehenden Neoproterozoikum und frühen Paläozoikum (etwa 700 bis 400 mya). Dieser Ozean öffnete sich zwischen den erdgeschichtlichen Kontinenten Laurentia, Baltica und Gondwana. 

## Namensgebung
Der Iapetus wurde benannt nach dem Titanen Iapetos der griechischen Mythologie. Der Name wurde von W. Brian Harland und Rodney A. Gayer 1972 vorgeschlagen (als Iapetus Ocean oder einfach nur Iapetus).

## Entstehung und Schließung

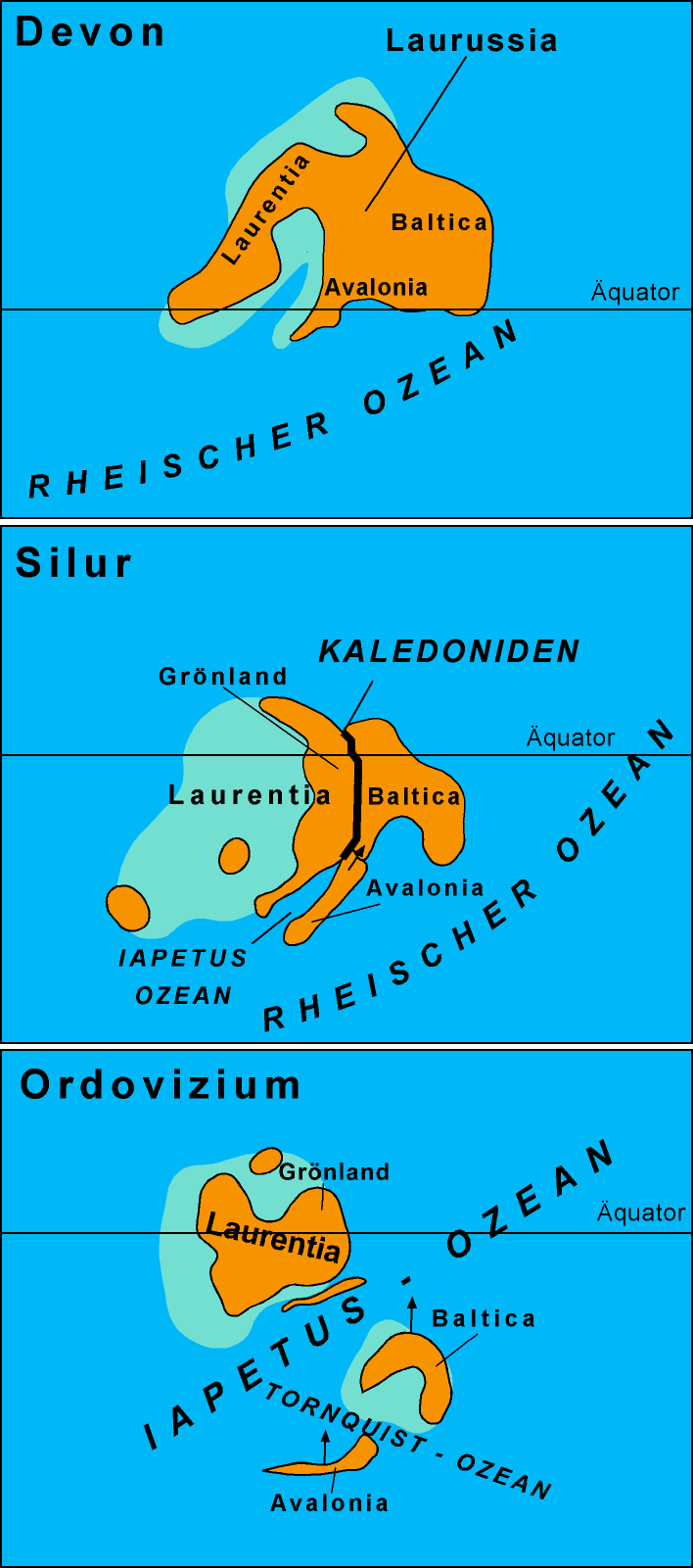
Prinzipdarstellung der paläogeographischen Entwicklung von Avalonia, Baltica und Laurentia vom Ordovizium bis in das Devon, d. h. von unten nach oben, mit Schließung des Iapetus

Um 1000 mya waren alle Landmassen der Erde zum Superkontinent Rodinia vereinigt. Der einzige damals existierende Ozean war Mirovia. Um 800 mya begann Rodinia in mehrere Kontinente zu zerbrechen. Die zwischen diesen wegdriftenden Kontinenten neu entstandenen Ozeane tragen eigene Namen. Der von dem großen Südkontinent Gondwana sowie dem kleinen Kontinent Baltica einerseits und Laurentia andererseits begrenzte und im ausgehenden Neoproterozoikum neu entstandene Ozean wird Iapetus genannt. Er lag auf der Südhalbkugel und erstreckte sich von Südpolnähe bis zum Äquator.
Die Riftphase des Iapetus dauerte bis etwa um 500 mya, also bis in das Obere Kambrium an. Zwischen Baltica und Gondwana öffnete sich im Kambrium der Tornquist-Ozean. Im Unteren Ordovizium hatte sich bereits eine Subduktionszone vor der Westküste Laurentias gebildet; der Beginn der Schließung des Iapetus. Zur selben Zeit brach vom Nordrand Gondwanas der Kleinkontinent Avalonia ab, der rasch nach Norden auf Laurentia und Baltica zu driftete. Der Iapetus wurde nun auch unter Avalonia subduziert. Zwischen Avalonia und Gondwana öffnete sich ein neuer Ozean, der Rheische Ozean. Im Oberordovizium kollidierte Avalonia mit Baltica unter Schließung des Tornquist-Ozeans. Nach dieser Kollision drifteten Baltica und Avalonia gemeinsam gegen Laurentia. Baltica/Avalonia und Laurentia kollidierten im Unteren Silur in der Kaledonischen Orogenese. Der Iapetus war komplett subduziert worden und hatte aufgehört zu existieren. Ein neuer Großkontinent Laurussia war entstanden.
Einige Spuren des Zusammenpralls, so etwa die Sutur der Schließung des Iapetus, blieben bis heute trotz der Überprägung von jüngeren Gebirgsbildungen in den Appalachen an der nordamerikanischen Ostküste und in den kaledonisch konsolidierten Gebirgen Nordwesteuropas erhalten.